# コーヒー料理一覧
以下に、コーヒーを主成分とするコーヒー料理の一覧を示す。なお、コーヒー飲料はこの一覧には含めない。 

## コーヒー料理一覧

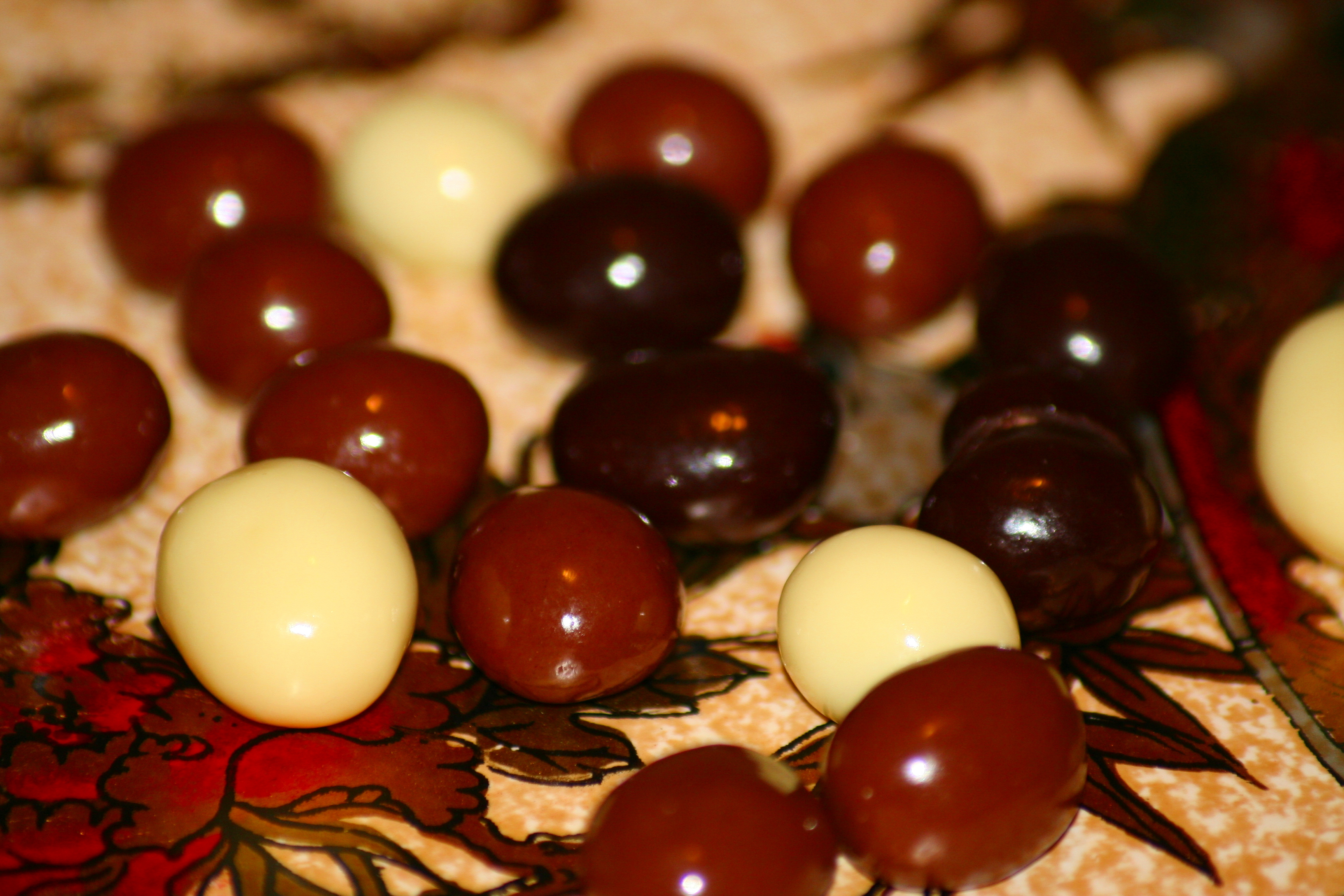
コーヒービーンズチョコレート

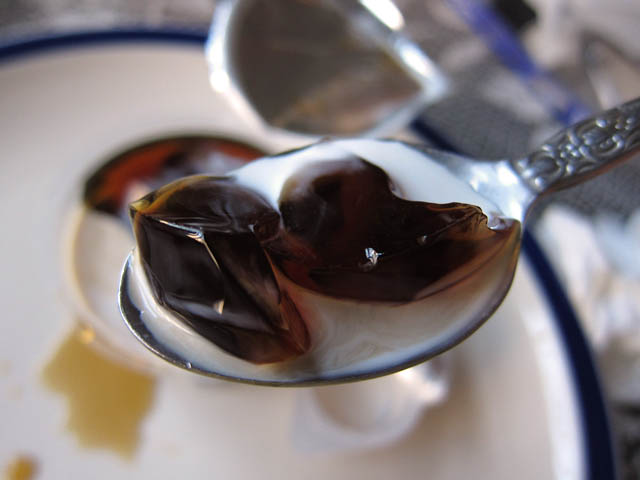
コーヒーゼリー

- カフェ・リエジョワ -- 砂糖を加えたコーヒー、コーヒー風味のアイスクリーム 、 シャンティクリームで作られる冷たいデザート。 [1] [2]
- コーヒービーンズチョコレート –- 単体で食されたり、料理や食べ物の付け合わせとして使用されたりする。 [3]
- コーヒーゼリー [4]
- コーヒーソース [5]
- エスプレッソラブ[6]
- エスプレッソポークリブ
- ロティ・コピ/ロティ・パパ/ロティ・ママ
- レッドアイグレイビー [7]
- ティラミス -- コーヒー・リキュールを使用して調理される[8] [9]

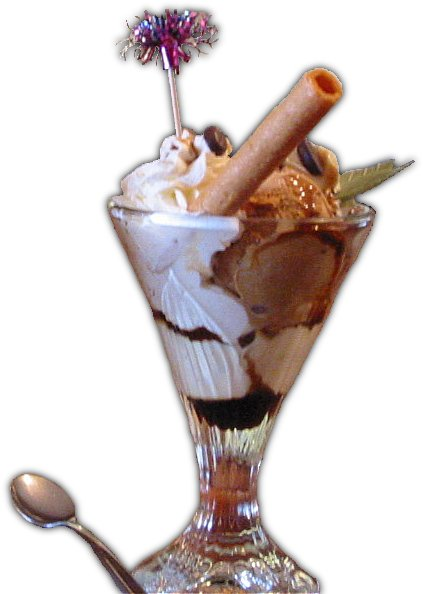
カフェ・リエジョワ
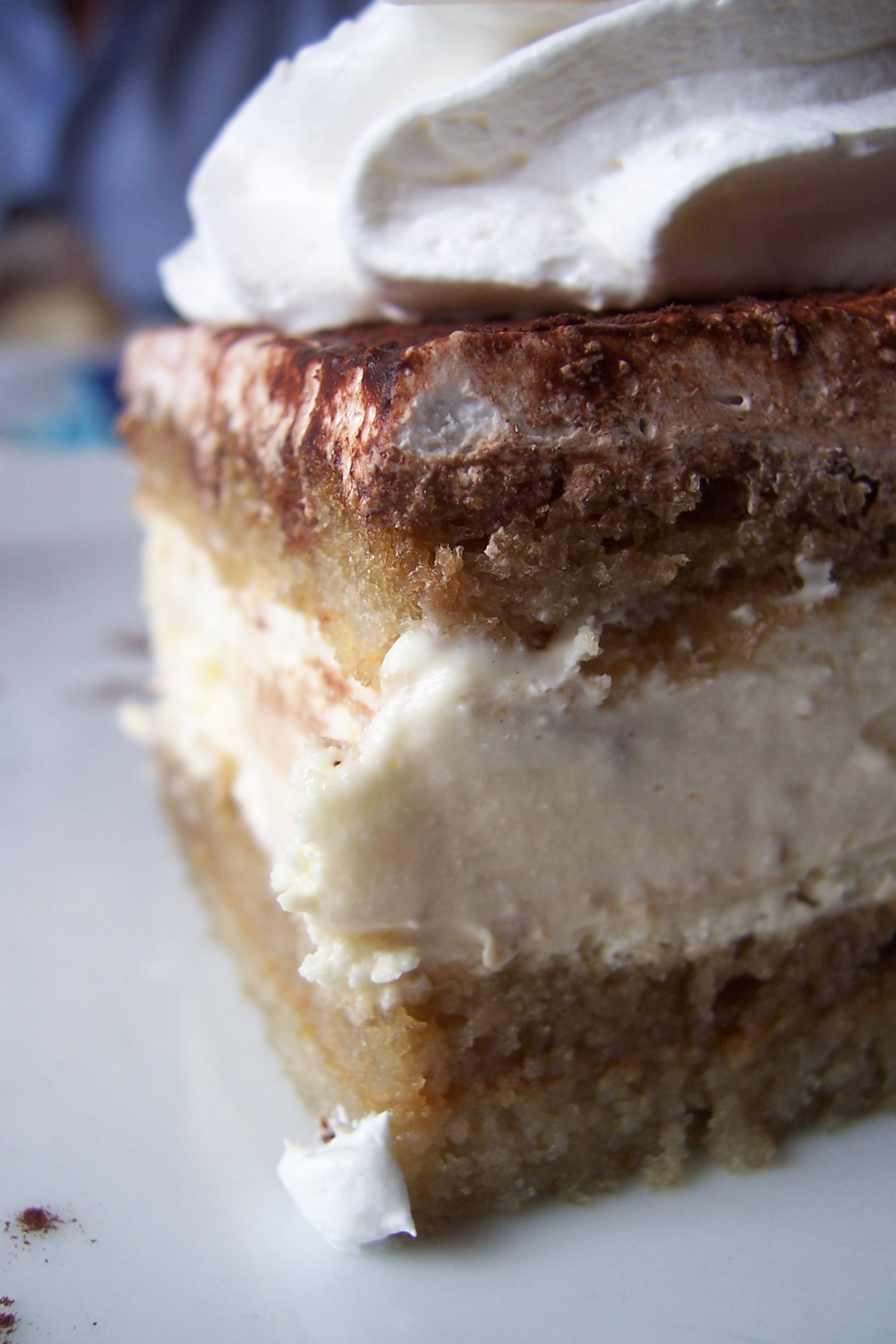
ティラミス